# Bela Mesaroš
Bela Mesaroš (ungarisch: Mészáros Béla; * 6. April 1952; † 6. April 2022 in Subotica) war ein jugoslawischer bzw. serbischer Tischtennisspieler und Schachspieler mit ungarischer Abstammung. Anfang der 1980er-Jahre war er „jahrelang der beste europäische Abwehrspieler“. Zeitweise war er unter den vierzig besten Spielern der Welt.

## Leben
Mesaroš war im Tischtennis Abwehrspieler. Als jugoslawischer Nationalspieler absolvierte er etwa 100 Einsätze für das jugoslawische Nationalteam. 1982 gewann er mit der jugoslawischen Mannschaft Bronze in der Europameisterschaft, mit seinem Verein Spartak Subotica gewann er 1977 und 1981 den Europapokal. Danach war er Trainer des serbischen Nationalteams im Tischtennis. Weitere internationale Einsätze absolvierte er bei den Europameisterschaften 1974, 1982, 1984 und 1986 sowie bei den Weltmeisterschaften 1973, 1981, 1983 und 1985.
Mesaroš spielte jahrzehntelang für verschiedene Vereine in Deutschland: 1982 wechselte er von Spartak Subotica in die Bundesliga zum TTC Altena. Weitere Stationen waren Spvg Steinhagen (1983/84), TTC Heusenstamm (1984–1986), SSV Reutlingen 05 (1986/87), und FTG Frankfurt (ab 1987). Zwölf Jahre lang spielte er Tischtennis für den FC Bayern München (1994–2007), dann ging er zu einem Verein nach Fürstenfeldbruck. 2012 spielte er für den SC Gröbenzell.
Mesaroš wohnte in Subotica, wo er als Trainer arbeitete.

## Tischtennis
| Verband | Veranstaltung        | Jahr | Ort       | Land | Einzel     | Doppel    | Mixed         | Team |
| ------- | -------------------- | ---- | --------- | ---- | ---------- | --------- | ------------- | ---- |
| YUG     | Balkan Meisterschaft | 1984 | Athen     | GRE  | Gold       |           |               | 1    |
| YUG     | Balkan Meisterschaft | 1981 | Constanza | ROU  | Gold       | Gold      |               | 1    |
| YUG     | Balkan Meisterschaft | 1980 | Varna     | BUL  | Silber     |           |               | 1    |
| YUG     | Balkan Meisterschaft | 1976 | Samsun    | TUR  |            |           |               | 1    |
| YUG     | Balkan Meisterschaft | 1974 | Athen     | GRE  |            |           |               | 1    |
| YUG     | Balkan Meisterschaft | 1973 | Sombor    | YUG  |            |           |               | 1    |
| YUG     | Europameisterschaft  | 1982 | Budapest  | HUN  |            |           |               | 3    |
| YUG     | Europameisterschaft  | 1984 | Moskau    | URS  |            |           | Viertelfinale |      |
| YUG     | Weltmeisterschaft    | 1985 | Göteborg  | SWE  | letzte 128 | Scratched | Qual.         | 6    |
| YUG     | Weltmeisterschaft    | 1983 | Tokio     | JPN  | letzte 128 | letzte 64 | letzte 64     | 9    |
| YUG     | Weltmeisterschaft    | 1981 | Novi Sad  | YUG  | Qual.      | Scratched | keine Teiln.  | 7    |
| YUG     | Weltmeisterschaft    | 1973 | Sarajevo  | YUG  | Qual.      | letzte 32 | keine Teiln.  |      |

## Schach
Mesaroš war zugleich FIDE-Meister im Schach. Beim Weltschachbund FIDE wurde er unter dem Namen Bela Meszaros geführt. Seine höchste Elo-Zahl war 2335 von Juli 1990 bis Januar 1992 und von Januar 1997 bis Juli 1997, zuletzt (Stand: April 2022) hatte er eine Elo-Zahl von 2198. Mesaroš (Mészáros) gewann im Februar 2004 die offene Meisterschaft von Subotica und das gleiche Turnier erneut im Februar 2008.